# Liste der Bodendenkmäler in Schäftlarn
Auf dieser Seite sind die Bodendenkmäler in der oberbayerischen Gemeinde Schäftlarn zusammengestellt. Diese Tabelle ist eine Teilliste der Liste der Bodendenkmäler in Bayern. Grundlage ist die Bayerische Denkmalliste, die auf Basis des Bayerischen Denkmalschutzgesetzes vom 1. Oktober 1973 erstmals erstellt wurde und seither durch das Bayerische Landesamt für Denkmalpflege geführt wird. Die folgenden Angaben ersetzen nicht die rechtsverbindliche Auskunft der Denkmalschutzbehörde.

## Bodendenkmäler der Gemeinde

### Bodendenkmäler in der Gemarkung Forstenrieder Park
| Lage                          | Objekt                                     | Akten-Nr.     | Bild |
| ----------------------------- | ------------------------------------------ | ------------- | ---- |
| Forstenrieder Park (Standort) | Grabhügel vorgeschichtlicher Zeitstellung. | D-1-7934-0332 |      |

### Bodendenkmäler in der Gemarkung Icking
| Lage              | Objekt                                                                                 | Akten-Nr.     | Bild |
| ----------------- | -------------------------------------------------------------------------------------- | ------------- | ---- |
| Icking (Standort) | Villa rustica der römischen Kaiserzeit. Siehe auch: Villa rustica, Römische Kaiserzeit | D-1-8034-0164 |      |

### Bodendenkmäler in der Gemarkung Schäftlarn
| Lage                                         | Objekt | Akten-Nr.     | Bild           |
| -------------------------------------------- | --- | ------------- | -------------- |
| Schäftlarn (Standort)                        | Grabhügel vorgeschichtlicher Zeitstellung. Siehe auch: Hügelgrab | D-1-7934-0326 |                |
| Schäftlarn (Standort)                        | Grabhügel vorgeschichtlicher Zeitstellung. | D-1-7934-0327 |                |
| Schäftlarn (Standort)                        | Grabhügel vorgeschichtlicher Zeitstellung. | D-1-7934-0329 |                |
| Schäftlarn (Standort)                        | Grabhügel vorgeschichtlicher Zeitstellung. | D-1-7934-0330 |                |
| Schäftlarn (Standort)                        | Grabhügel vorgeschichtlicher Zeitstellung. | D-1-7934-0331 |                |
| Schäftlarn (Standort)                        | Grabhügel vorgeschichtlicher Zeitstellung. | D-1-7934-0342 |                |
| Schäftlarn (Standort)                        | Verebneter Grabhügel vorgeschichtlicher Zeitstellung. | D-1-8034-0097 |                |
| Schäftlarn (Standort)                        | Siedlung der Bronzezeit, der Urnenfelderzeit, der Hallstattzeit, der Latènezeit und des frühen Mittelalters. Siehe auch: Bronzezeit, Urnenfelderzeit, Hallstattzeit, Latènezeit, Mittelalter                                                      | D-1-8034-0105 |                |
| Schäftlarn (Standort)                        | Untertägige mittelalterliche und frühneuzeitliche Befunde im Bereich von Kloster Schäftlarn mit Katholischen Klosterkirche St. Dionysius und Juliana und zugehörigen Ökonomiegebäuden sowie ihrer Vorgängerbauten. Siehe auch: Kloster Schäftlarn | D-1-8034-0151 | weitere Bilder |
| Schäftlarn Kirchberg 3 (Standort)            | Untertägige mittelalterliche und frühneuzeitliche Befunde im Bereich Katholischen Pfarrkirche St. Georg in Hohenschäftlarn und ihrer Vorgängerbauten. Siehe auch: St. Georg (Hohenschäftlarn)                                                     | D-1-8034-0152 | weitere Bilder |
| Schäftlarn Zeller Straße 4 (Standort)        | Untertägige mittelalterliche und frühneuzeitliche Befunde im Bereich der Katholischen Filialkirche St. Michael in Zell. Siehe auch: St. Michael (Zell), Zell (Schäftlarn)                                                                         | D-1-8034-0154 | weitere Bilder |
| Schäftlarn Haarkirchener Straße 2 (Standort) | Untertägige mittelalterliche und frühneuzeitliche Befunde im Bereich der Katholischen Filialkirche St. Martin in Neufahrn und ihrer Vorgängerbauten.                                                                                              | D-1-8034-0158 | weitere Bilder |
| Schäftlarn (Standort)                        | Siedlung des frühen Mittelalters. | D-1-8034-0215 |                |